# البيت الصغير
البيت الصغير (باليابانية: 小さいおうち) هو فيلم درامي ياباني صدر عام 2014، من إخراج يوجي يامادا ومقتبس من رواية لـكيوكو ناكاجيما. صدر في اليابان في 25 كانون الثاني/يناير 2014.

## القصة
تدور أحداث الفيلم في ثلاثينيات وأربعينيات القرن العشرين في اليابان. وهو مستوحى من مذكرات تاكي نونوميا، وهي امرأة عجوز. في عام 1930، غادرت ياماغاتا إلى طوكيو للعمل كخادمة منزلية.

## الممثلون
- تاكاكو ماتسو[4]
- هارو كوروكي[4]
- هيديتاكا يوشيوكا[4]
- ساتوشي تسومابوكي[4]
- شيكو بايشو[4]
- تاكاتارو كاتاوكا[4]
- كازوكو يوشيوكي
- يوي ناتسوكاوا
- نينجي كوباياشي
- فومينو كيمورا
- يوكيجيرو هوتارو
- تاكاشي ساسانو
- هيديتاكا يوشيوكا - إيتاكورا
- شيجيرو موروي
- توموكو ناكاجيما
- إيساو هاشيزومي

## الاستقبال
كان الفيلم ضمن المنافسة على جائزة الدب الذهبي في مهرجان برلين السينمائي الدولي الرابع والستين، حيث فازت هارو كوروكي بجائزة الدب الفضي لأفضل ممثلة.
بعد يومين من إصداره، حقق الفيلم إيرادات بلغت 123 مليون ين ياباني (1.19 مليون دولار أمريكي) في شباك التذاكر الياباني.

## روابط خارجية
- البيت الصغير على موقع IMDb (الإنجليزية)
- البيت الصغير على موقع روتن توميتوز (الإنجليزية)
- البيت الصغير على موقع ألو سيني (الفرنسية)
- البيت الصغير على موقع أول موفي (الإنجليزية)
- البيت الصغير على موقع فيلمافينيتي (الإسبانية)
- البيت الصغير على موقع قاعدة بيانات الفيلم (الإنجليزية)
- البيت الصغير على موقع ليتربوكسد (الإنجليزية)
- البيت الصغير على موقع كينوبويسك (الروسية)